# گمینا گروجیسک مازوویتسکی
گمینا گروجیسک مازوویتسکی (به لهستانی:  Gmina Grodzisk Mazowiecki) یک گمینا در لهستان است که در شهرستان گروجیسک مازوویتسکی واقع شده‌است. گمینا گروجیسک مازوویتسکی ۱۰۷٫۰۳ کیلومتر مربع مساحت و ۳۷٬۴۳۲ نفر جمعیت دارد.